# Tereo

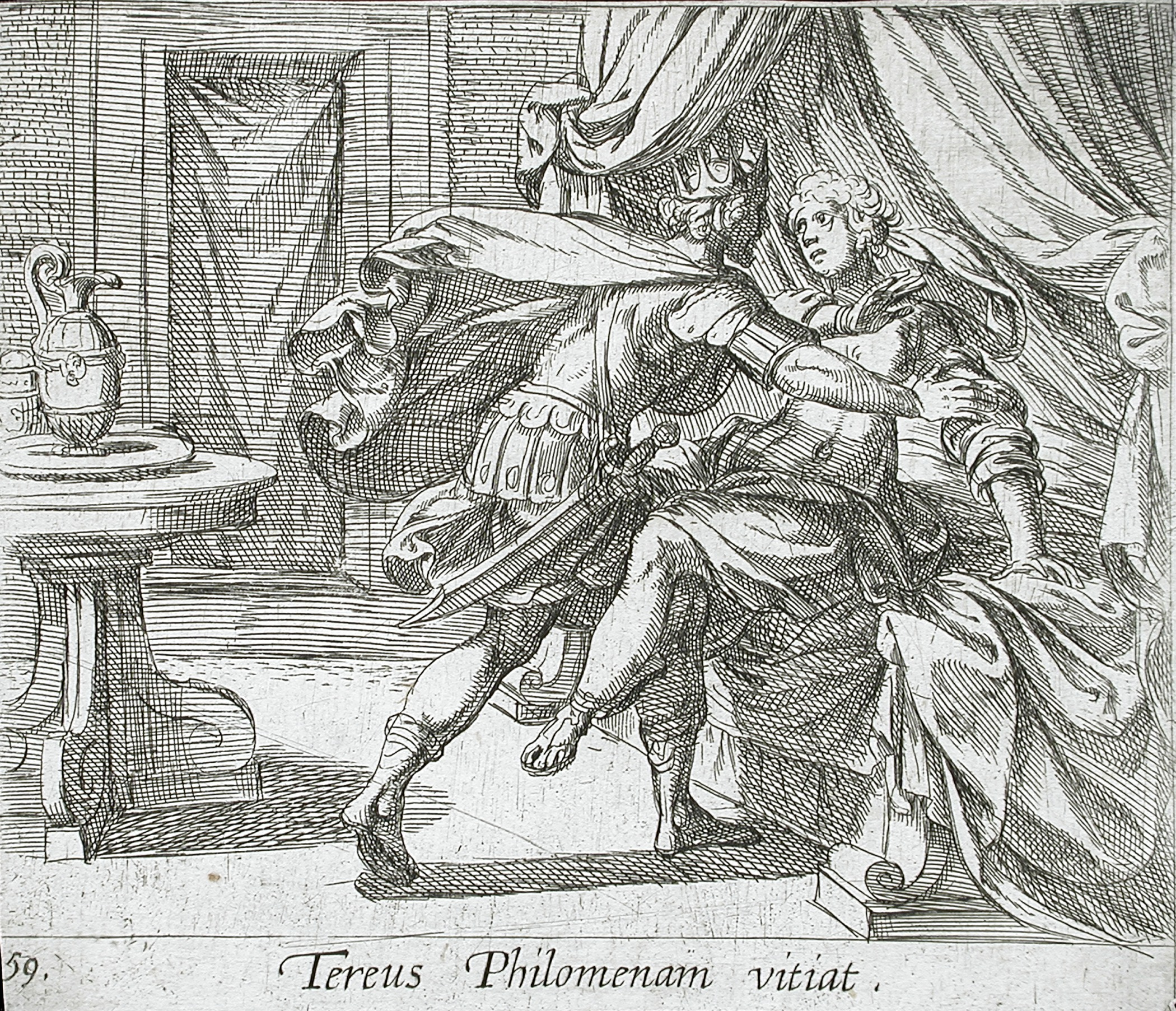
La violación de Filomela por parte de Tereo. Grabado italiano de Antonio Tempesta, 1606.

Tereo (en griego Τηρεύς) es un rey legendario de la mitología griega. De acuerdo las versiones más extendidas de su mito, fue hijo del dios guerrero Ares y rey de Tracia (tierra bárbara desde el punto de vista griego), se convirtió en el villano que protagoniza un relato trágico, primero como violador de su cuñada, la princesa ateniense Filomela, y luego como blanco de la terrible venganza de esta y su hermana, Procne. Según Esquilo la esposa de Tereo se llamaba Metis.
La narración clásica, principalmente conocida por la versión de Las metamorfosis de Ovidio, lo supone casado con Procne, la hija de otro monarca mítico, el rey de Atenas Pandión I, como resultado de una alianza militar contra los enemigos bárbaros de la polis ática (en otras versiones se identifica este enemigo específicamente como la ciudad de Tebas). Al poco tiempo, Tereo logra que se le confíe a su cuñada, Filomela, para llevarla en un viaje a Tracia con el fin de que acompañe a Procne que ha sido madre hace algunos años. Pero Tereo traiciona su rol de custodio, violándola antes de llegar al palacio, después, le cortó la lengua para que no pudiera denunciarlo y la dejó presa en una casa del bosque. Con esto se inicia un ciclo final de acciones, en el que Filomela logra comunicarse con su hermana enviándole un tejido, tras lo cual las atenienses buscan la venganza. Así, se consuma el infanticidio del hijo de Tereo y Procne, Itis. El tracio devora a su propio heredero, cocinado por Procne, sin saberlo, para, al enterarse de lo ocurrido, perseguir enloquecido a las hermanas. En medio de esta persecución, los tres protagonistas son transformados piadosamente en pájaros por los dioses. En la mayor parte de las versiones, Tereo se transforma en la abubilla. 
Este relato tradicional presenta a Tereo como un arquetipo clásico del bárbaro (los tracios personificaban al bárbaro estereotipo). Mientras, las mujeres del relato consuman su venganza recurriendo a saberes femeninos domésticos, tradicionales en el mundo antiguo, el tejido y la cocina, en los que empeñan principalmente astucia y habilidad.

## Cuestión de la historicidad
Algunos autores muy posteriores, suponiendo cierta historicidad al relato, especularon que el reinado de Pandion I, y por tanto el de Tereo, se habría desarrollado en la segunda mitad del siglo XV a. C. Fuentes clásicas también consideraron la posibilidad de que los hechos fueran reales. Tucídides, basado en ciertas tradiciones locales de la ciudad de Dáulide, en Fócida, planteó que era más lógico que Tereo en realidad fuera de dicha ciudad y no de Tracia. Pausanias también creía que el rey Tereo eran natural de Dáulide, y se basaba en la existencia allí, aún en su época, de monumentos relativos a él, al tiempo que recordaba a manera de argumentación para ubicarlo allí que "los bárbaros habitaron en casi toda Grecia". Pausanias así mismo dejó constancia de que en Mégara existía un sepulcro de Tereo, junto con una tradición local que afirmaba que había gobernado en la ciudad de Pagas, ubicada en Megáride y cierto culto en su honor. El autor menciona que Mégara había sido el lugar en el que el rey se habría suicidado.

## Ovidio: El relato clásico

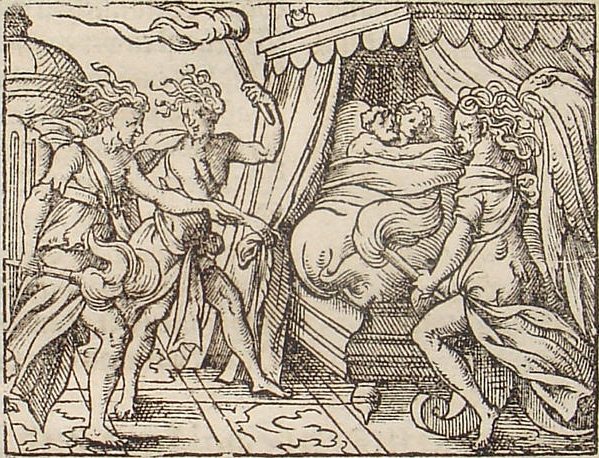
Las Euménides o Furias rodean el lecho nupcial de Tereo y Procne. Grabado de Virgil Solis para el texto de Ovidio (1581).

### Felicidad y malos augurios
De acuerdo al relato de la Metamorfosis del poeta romano Ovidio (43 a. C. - 17 d. C.), cuando Pandión I gobernaba Atenas, su reino fue acosado por los bárbaros. Entonces Tereo rey de Tracia acudió en su ayuda y le libró de estos ataques. Debido a la ayuda prestada, el Rey Pandión le dio en matrimonio a su hija Procne. El rito estuvo rodeado de malos augurios. No se presentó a la boda Juno, ni Himeneo, figuras tutelares de estas uniones, pero en cambio las Furias o Euménides se presentaron portando las antorchas de un funeral. Finalmente un búho cantó en sobre el lecho nupcial. 
Al poco tiempo nació un primogénito de la unión, Itis, con la consiguiente gozo de los esposos. "Toda Tracia enloqueció de alegría", dice Ovidio, así que se decretaron festivales anuales para el aniversario de la boda y el cumpleaños del niño. 

### La violación de Filomela

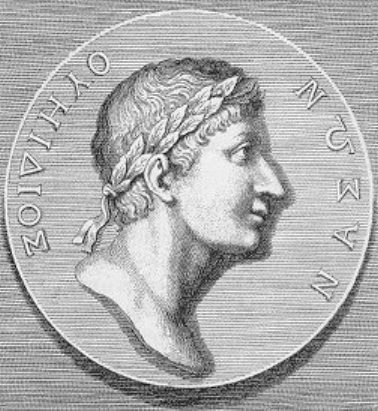
Ovidio, poeta romano, autor de la versión más conocida del mito.

Pasaron cinco otoños y Procne suplicó a su marido, invocando su amor para que le concediera la compañía de su hermana Filomela. Tereo se apresuró a viajar y pedir este favor a su suegro. Y en eso estaba cuando apareció la bella Filomela en medio de la junta. Contemplándola en ese momento Tereo quedó "consumido de amor". Pensó corromperla mediante regalos, consideró perder su reino en el esfuerzo y sintió que valía la pena incluso entrar en guerra por ella. Entonces, hipócrita, fingió preocupación por su esposa y aceleró los preparativos del viaje junto a Filomela, lo que le valió cosechar elogios por mostrarse tan solícito con Procne.
Filomela, inconsciente de su destino, suplicó a su padre que le permitiera visitar a su hermana, besando y abrazando a Pandión, imagen que solo logró inflamar aún más la imaginación de Tereo. El rey de Atenas accedió, haciendo jurar a Tereo que cuidaría la integridad de su hija y que la haría volver cuanto antes. 
Mientras se alejaban en el barco, Tereo "apenas podía controlar su bárbaro deseo". De manera que, al desembarcar, el tracio llevó a la doncella a una solitaria casa ubicada en un bosque espeso. Allí la aterrorizada Filomela comprendió finalmente que algo estaba mal, mientras llamaba en vano a su hermana. Al ser violada por Tereo, Filomela se resistió con fuerzas, al tiempo que gritaba insultándolo y echándole en cara sus acciones al tracio, anunciando que proclamaría lo ocurrido ante el mundo.
Intimidado e iracundo por las palabras de Filomela, Tereo tomo su espada, ante la cual la doncella ofreció el cuello. Pero en cambio el tracio procedió a tomar la lengua de la muchacha con una tenaza y cortarla, dejando a Filomela ensangrentada en el suelo. "Y se dice que, después de este crimen, el monstruo la violó de nuevo", añade Ovidio.
Tras esto, Tereo dejó a Filomela vigilada por guardias y se dirigió donde Procne. Respondiendo a los requerimientos por su cuñada el esposo fingió lágrimas y contó el supuesto relato de su muerte. Ante la terrible noticia Procne guardó luto y construyó un sepulcro noble para ella.

### Venganza

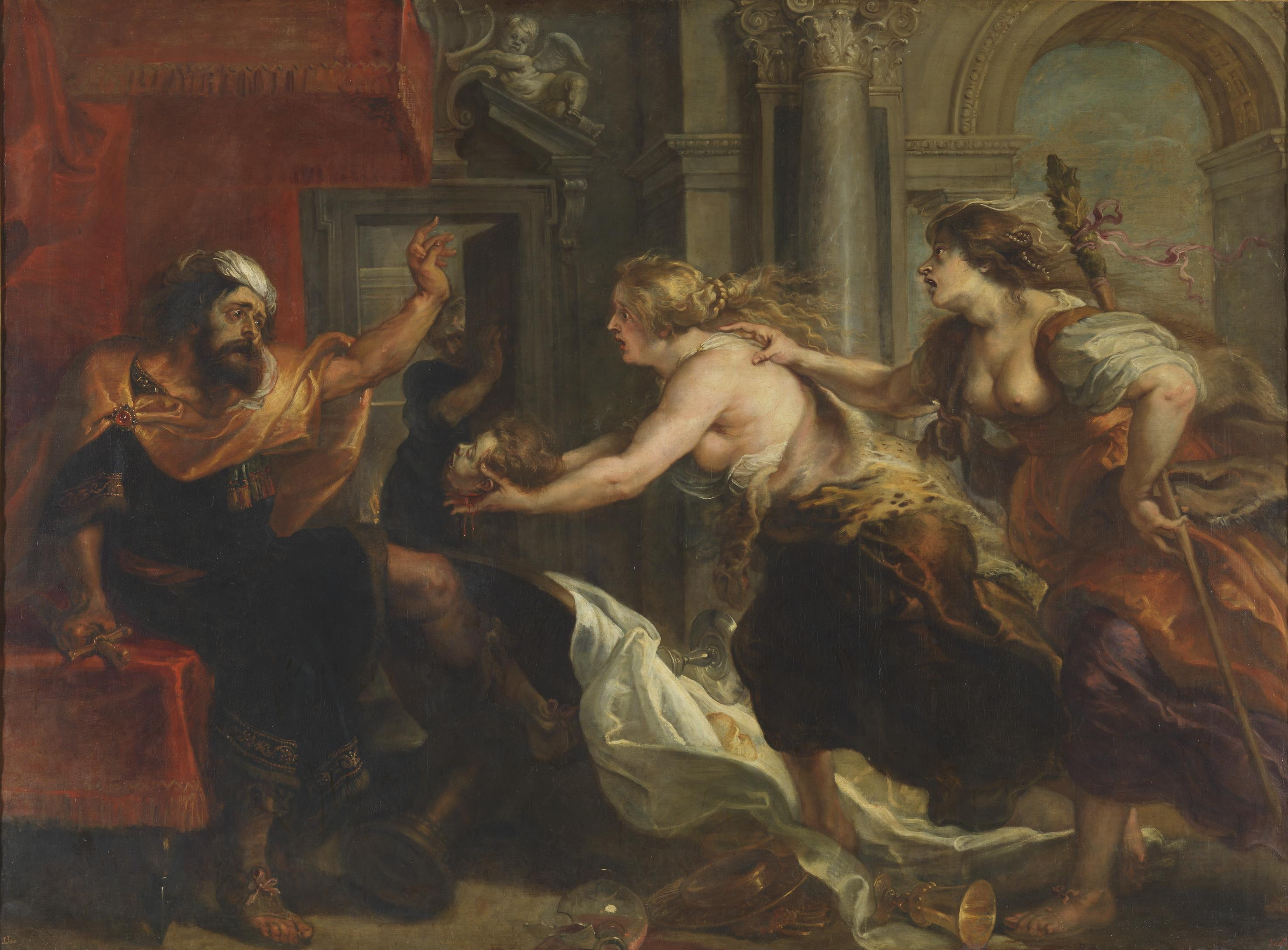
Banquete de Tereo de Peter Paul Rubens, obra exhibida en el Museo del Prado, Madrid. En la imagen Filomela, acompañada de Procne, muestra a Tereo la cabeza de Itis.

Pasó un año y Filomela no sabía cómo salir de su encierro y de la incomunicación por la pérdida de su lengua. Entonces tuvo la idea de relatar lo sucedido tejiendo una trama en blanco y púrpura, que entregó a una asistente, a la que solicitó con señas que la hiciera llegar a Procne. Las sirvienta cumplió la misión y entregó a la reina el tejido. Cuando ella interpretó el mensaje entró en un estado tal de frenesí, ira, desesperación y dolor que ni siquiera le era posible derramar lágrimas. De manera que meditó en silencio las acciones a seguir.
Aprovechando los festivales tracios dedicados a Baco, la reina se deslizó fingiendo ser una bacante por las Montañas Ródope hasta la reclusión de Filomela, rescatándola y llevándola a escondidas hasta su palacio. Ante el llanto de ésta, Procne le señala que no era tiempo de lágrimas sino de venganza. Le expone primero la idea de mutilar al rey tracio, sacarle los ojos o atravesarlo miles de veces con una espada. Pero en eso aparece Itis y Procne ve en él un vivo retrato de Tereo. Así concibe vengarse del criminal a través del hijo común. Una resolución que comienza a menguar cuando el niño, tierno y despierto, comienza a allegarse a ella y requerirla con palabras amorosas. Pero contemplando a la silenciosa Filomela, con su lengua arrancada, que a diferencia del niño no puede hablar, toma la resolución final y con rapidez arrastra al niño a un rincón de la casa, donde lo mata con una espada, pese a sus desconcertadas súplicas. Luego, las hermanas desmiembran juntas al niño y lo hierven en ollas, asando otras de sus partes en asadores.
Procne invitó a su marido a comer estas preparaciones, pretextando banquetes rituales propios de Tracia. Y convidó también a los criados. En esa cena Tereo "devoró a su hijo, y se atiborró con carne de su propia carne", dice Ovidio. En medio del clímax de su gula, quiso llamar a su hijo para que compartiera el banquete. Entonces Procne le espeta: "dentro de ti mismo está lo que tú estás pidiendo". Confundido Tereo llama de nuevo a Itis, cuando de improviso entra Filomela, aún ensangrentada por la carnicería, que le lanza la cabeza del niño en la cara. Tereo, enloquecido de angustia, comprende lo sucedido y se lanza al suelo en un intento de vomitar los restos de Itis, llorando y llamándose a sí mismo "sepulcro de su propio hijo". 

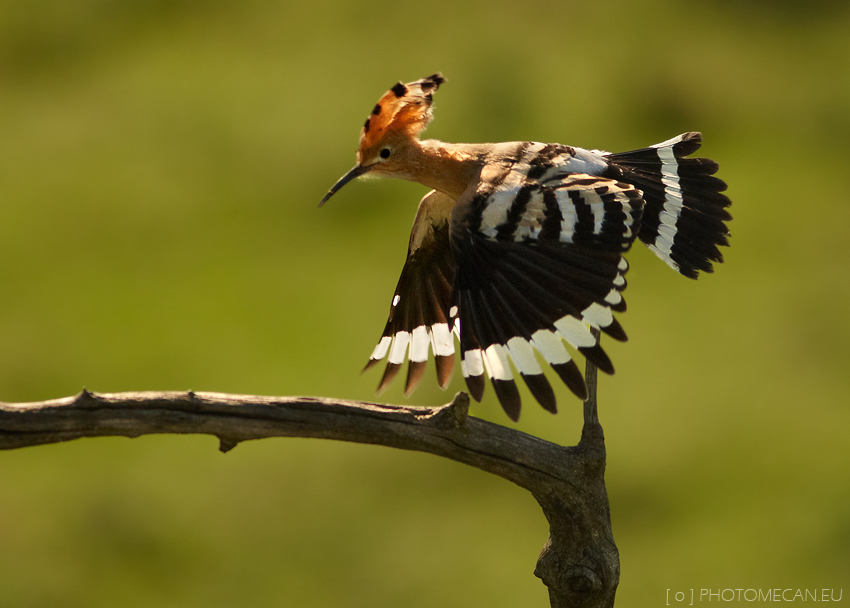
Según la versión clásica más difundida, Tereo terminó transformándose en la abubilla (upupa epops), en la imagen. Otras variantes señalan que la metamorfosis hizo del tracio un gavilán.

### Metamorfosis en pájaros
Tereo luego tomó su espada y se lanzó en persecución de las hermanas atenienses. En tanto, éstas huían prestas, sintiendo que volaban. Lo que era verdad, pues se habían transformado en pájaros: Filomela se escondió en la espesura (referencia aparente al ruiseñor), Procne en los techos, donde ciertas plumas rojas del pecho (Ovidio parece referirse al cuello rojo de la golondrina hirundo rustica) son la marca indeleble del asesinato del niño. Mientras que Tereo mutó en una abubilla, con la cresta que delata la turbación de su ánimo y el largo pico que recuerda su espada desenvainada.

## Otras versiones del mito clásico

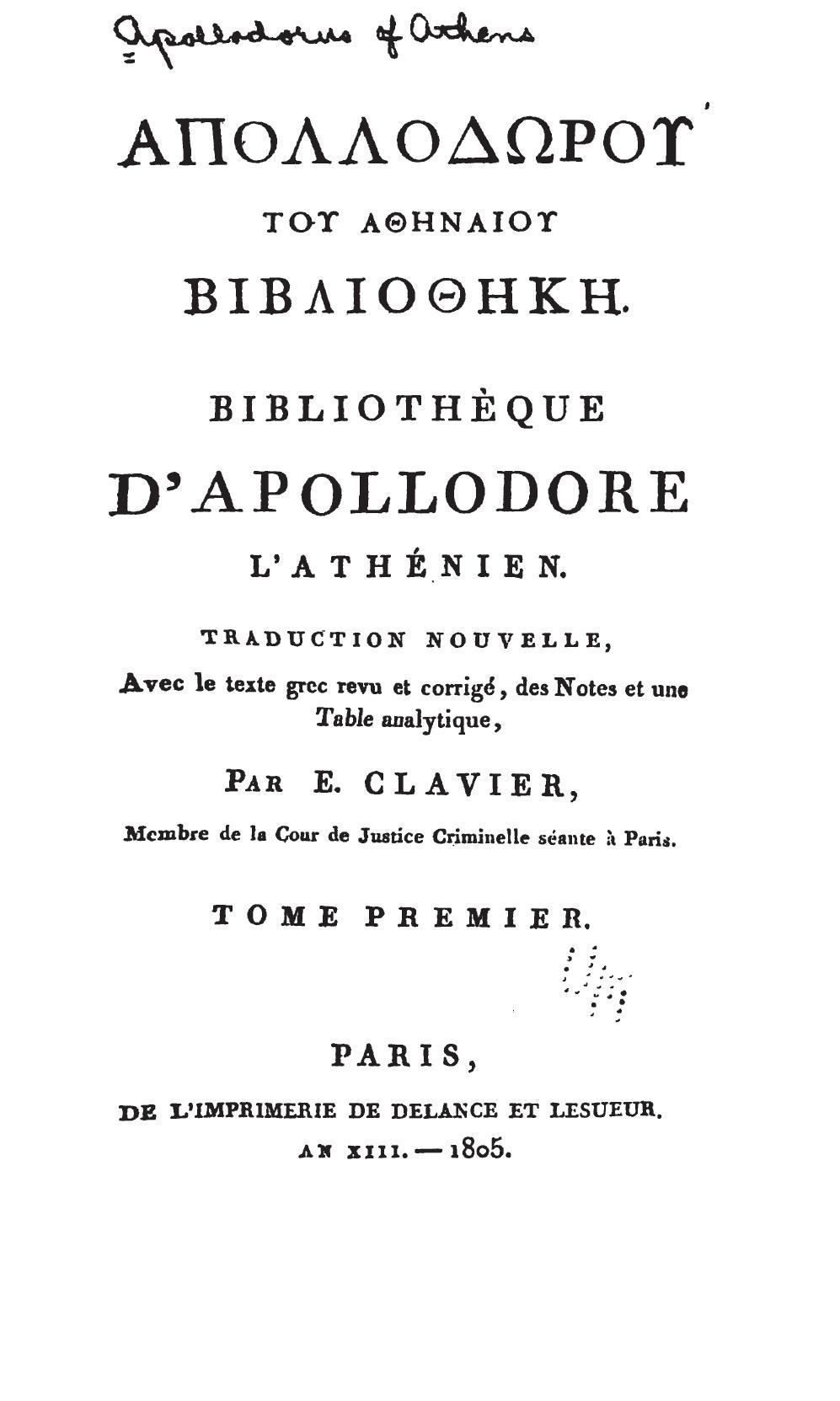
Una edición francesa de Biblioteca Mitológica de Pseudo Apolodoro. En su versión Tereo convence a Pandión de que Procne ha muerto, para que le entregue a Filomela como segunda esposa.

### Pseudo Apolodoro
El autor clásico conocido como Pseudo-Apolodoro (siglo I o siglo II) su texto griego Biblioteca Mitológica entrega la siguiente versión que difiere en algunos pequeños detalles de la trama respecto a la más conocida versión de Ovidio:
"Pandion se casó con Zeuxippe , la hermana de su madre, y engendró dos hijas, Procne y Filomela, y dos hijos gemelos, Erecteo y Butes. Pero hubo guerra después de haber roto con Lábdaco por una cuestión de límites. Él pidió la ayuda de Tereo, hijo de Ares, de Tracia , y con su ayuda llevó la guerra a su fin con éxito. Dio a Tereo su propia hija Procne en matrimonio. Tereo tuvo por su hijo a Itys. Y habiéndose enamorado de Philomena la sedujo también diciendo que Procne estaba muerta, para eso él la ocultó en el país. Posteriormente se casó con Filomela y habiéndose acostado con ella le cortó la lengua. Pero tejiendo caracteres de una bata fue que reveló así a Procne sus propias penas. Y después de haber buscado a su hermana. Procne mató a su hijo Itis, lo hirvió, le sirvió para una cena involuntaria a Tereo. Y huyó con su hermana a toda prisa. Cuando Tereo estuvo consciente de lo que había pasado, cogió un hacha y los persiguió. Habiendo sido alcanzadas en Daulia, Fócida, oraron a los dioses para ser convertidas en pájaros. Procne se convirtió en un ruiseñor y Filomela en una golondrina. Y Tereo también se transformó en un pájaro y se convirtió en una abubilla".

### Higino
El autor romano Higino da la siguiente versión:
"Tereo, hijo de Marte, un tracio, estando casado con Procne, hija de Pandión, llegó a Atenas a ver a su suegro para pedirle a su otra hija en matrimonio, afirmando que Procne había muerto. Pandion le concedió el favor y envió a Filomela y guardias junto a ella. Pero Tereo arrojó a los guardias al mar y a Filomela la violó en un monte. Al volver a Tracia se la entregó al rey Linceo. Su esposa Latusa, que era amiga de Procne, se la envió al instante, pensando que era una concubina. Tras reconocer a su hermana y el impío crimen que había cometido Tereo comenzaron juntas a tramar una venganza. Entre tanto Tereo, mediante un prodigio, fue avisado de que la muerta a manos de un familiar se cernía sobre su hijo Itis. Tras este oráculo, pensando que su hermano Driante planeaba asesinar a su hijo, mató a su inocente hermano. En cambio fue Procne la que mató a Itis, fruto de su unión con Tereo. Lo sirvió al padre en una comida y huyo junto a su hermana. Cuando se supo el crimen, y disponiéndose Tereo a la persecución, la clemencia de los dioses transformó a Procne en golondrina y a Filomela en ruiseñor. Respecto a Tereo se dice que también fue transformado en gavilán".

## En la literatura
El mito de Tereo, Procne y Filomela tiene numerosas menciones en la literatura, tanto griega como occidental. Se encuentran como tema o referencia en las siguientes obras:
- Esquilo, Agamenón, 458 a. C.
- Sófocles, Tereo: tragedia perdida de la que solo se conservan fragmentos, antes de 414 a. C..
- Filocles, Tereo; tragedia perdida anterior a 414 a. C., las referencias a ésta y la anterior en la comedia Las Aves han hecho pensar que la obra de Filocles se derivó de la de Sófocles.[8]
- Aristófanes, Las Aves, 414 a. C.
- Pervigilium Veneris (Vigilia de Venus), poema latino del siglo IV, atribuido a distintos autores, contiene referencias al mito en sus pasajes. como los versos Quando fiam uti chelidon / ut tacere desinam? (“¿Cuándo seré como una golondrina, así podré dejar de estar en silencio?”).
- William Shakespeare, Tito Andrónico', 1593.
- Francisco de Rojas Zorrilla, Progne y Filomena, 1636.
- T.S. Eliot, La tierra baldía, 1922

## Tereo en Iberoamérica

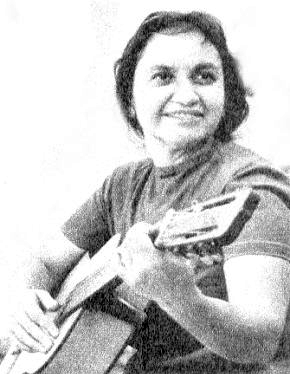
La chilena Violeta Parra difundió la tonada Blanca Flor y Filumena, una de las versiones más conocidas del mito de Tereo, conservado en múltiples formas por la tradición oral iberoamericana.

El relato de Tereo ha sobrevivido en la literatura oral durante siglos, tanto en la península ibérica como en América Latina, encontrándose versiones de él hasta la actualidad. 
En esta tradición oral, el nombre de Tereo se transforma en los romances tomando numerosas variantes, siendo la mayoría absolutamente distintas del original. Entre los apelativos del personaje de Tereo se encuentran Tereno (Asturias), Tarquino (Andalucía), Tarquín (Cataluña), Galán de Turquía (Costa Rica), Duque Don Bernardino (Chile) o Caballero de Turquía (Chile y Portugal), pero las variaciones recogidas son muchísimas más; Rey Turco, Joven de Turquía, "turco de Turquía", "moro de Turquía", Chusquino, Chusquín, Virtín, Cerquín, Turquí, Tortí (en Tetuán, Marruecos), Turquío, Turquido, Truquillo, Truquinus, Tranquilo, Tarquilo, Tranquino, conde de Sevilla, duque Fernandillo, un caballero de Francia o un tal Manuel de la Vega. También se transforma en los romances en un genérico pastor (común en las versiones de Colombia), un soldado, un zagal, un caballero, un galán, un joven, un tratante de paños o simplemente "un traidor". En tanto que Procne es casi siempre llamada Blanca Flor.
Como se aprecia, muchas versiones identifican al villano Tereo con los moros y turcos, sea por identificación de la antigua Tracia con Turquía, por alcance fonético o tendencia a adjudicar maldad a extranjeros, máxime de otras religiones, lo que no es raro, considerando que Tereo simboliza al extranjero bárbaro en el mito griego original. Otra derivación religiosa es que en romances iberoamericanos el personaje del rey ateniense Pandión, que en general en español se reemplaza por una mujer (suegra del violador y madre de las hermanas), es adjudicado muchas veces a una santa. Se encuentran versiones en que el personaje es cierta Santa Lucía (Chile), Santa Juana (Colombia) o Santa Fe (Costa Rica). En su defecto, en España es común que se trate de "una romera", una mujer que ha emprendido en un peregrinaje religioso cristiano, lo que daría cuenta de una forma de religiosidad socialmente aceptada y valorada.
Pero también ocurre una transposición de estos simbolismos en ocasiones. Por ejemplo, en una de las versiones más popularizadas del romance, la tonada Blanca Flor y Filumena recogida por Violeta Parra en Chile, Tereo es una figura identificable con lo español (Duque don Bernardino), mientras que a la madre de las hermanas, víctima indirecta de su yerno, se nombra simplemente "La Mora".
Más allá de lugares y nombres, las versiones iberoamericanas suelen diferir en algunos detalles del famoso relato de Ovidio. Habitualmente en los romances orales Blanca Flor (Procne) se encuentra embarazada cuando ocurre la violación de su hermana, mientras que en el texto de Ovidio ha dado a luz a Itis ya hace algunos años. A diferencia de las versiones clásicas, en los romances las diversas encarnaciones de Tereo desde un principio aman a Filomena, aceptando el matrimonio con Blanca Flor como una segunda opción. Cuando en el mito de Ovidio una sirvienta ayuda a Filomena, en los romances suele ser un pastor quien cumpla ese rol. En algunos lugares, como Tenerife, el habitual hijo de la pareja es trocado en una "niña hembra" . En ciertos países, como Chile, a veces se omite el truculento episodio del banquete y del canibalismo inconsciente de Tereo sobre su propio hijo, terminando el relato simplemente con el suicidio de "Don Bernardino", que se lanza desde un peñasco. Sin embargo sí es común encontrar ese episodio a lo largo de Iberoamérica, donde muchas veces la cena toma la forma de una cazuela o puchero (por ejemplo, prácticamente en toda España y en versiones de Cuba, Centroamérica o Marruecos). En más raras ocasiones la cena de la venganza asume la forma la de una empanada (hay casos de esta variante en Galicia y Asturias). En muchos de estos romances se explicita como una de las conclusiones recurrentes del relato que las hijas no deben ser casadas "con forasteros". No se encuentra rastro en la tradición oral iberoamerica del episodio de la metamorfosis de los personajes en pájaros.

## En la música
Existen en Iberoamérica numerosas canciones tradicionales basadas en el mito de Tereo. Algunas de ellas han sido recopiladas y grabadas por célebres folcloristas. 
- Blancaflor y Filomena; Joaquín Díaz González, Romances truculentos (1973).
- Blanca Flor y Filumena; Violeta Parra, La tonada presentada por Violeta Parra (1957).

Un argumento diferente, pero que conserva algunos episodios del mito, se puede encontrar en: 
- Romance de la infanticida; Joaquín Díaz González, Romances tradicionales (1972).